# Représentations diplomatiques en République moldave du Dniestr
La République moldave du Dniestr est un État non reconnu internationalement apparu en 1992.
Il ne possède aucune ambassade sur son territoire. La République d'Ossétie du Sud a un consulat à Tiraspol. La République d'Abkhazie y a établi une mission non diplomatique. La fédération de Russie a un poste consulaire à Tiraspol. 